# Ka-tet
Ka-tet je označení pro skupinu osob, hlavně pistolníků, ze série fantasy knih Stephena Kinga Temná věž.
Ka-tet je označení pro skupinu osob, hlavně pistolníků, kteří věří v osud – ka. Ka znamená v Ušlechtilé řeči "osud" a Tet znamená "skupina". Rolandovo Ka-tet má za úkol dojít k Temné Věži a zachránit tak svět před pohromou.

## Složení skupiny
- Roland Deschain – Pistolník s dlouholetou zkušeností. Pochází z Gileadu.
- Eddie Dean – Muž, který se stal pistolníkem během cesty k Temné Věži, pochází z New Yorku roku 1987.
- Susannah Holmesová-Deanová – Žena, černoška, stejně jako Eddie se stala pistolníkem během putování k Temné Věži. Nemá nohy, proto buď jezdí na vozíku, nebo ji někdo nese.
- Jake Chambers – Chlapec z New Yorku 1977, je mu dvanáct, ale podle Rolandova mínění je už také on právoplatným pistolníkem.
- Ochu – Brumlák, mluvící tvor podobný psu, kterého Jake našel.